# Poste Point
Der Poste Point (englisch, französisch Pointe Poste, in Argentinien Punta Poste) ist eine Landspitze an der Westküste der Booth-Insel im Wilhelm-Archipel westlich der Antarktischen Halbinsel. Sie bildet südliche Begrenzung der Salpêtrière-Bucht.
Teilnehmer der Vierten Französischen Antarktisexpedition (1903–1905) kartierten die Landspitze als Erste. Der Expeditionsleiter und Polarforscher Jean-Baptiste Charcot benannte sie nach Louis-Émile Poste (1876–unbekannt), einem Heizer seines Forschungsschiffs Français.